# Hajji
Hajji, arabiska: الحجّي eller Hāj الحاج, persiska: حاجی eller حاج, grekiska: Χατζής, är en hederstitel som de muslimer som genomfört vallfärden hajj har rätt att bära. Vallfärden hajj går till Mekkas stora moské och ska genomföras av varje rättrogen muslim som har råd. Ofta förknippas det med en äldre man eftersom det kräver tid att samla ihop medlen. Beroende på hur man transkriberar arabiskan till svenska kan titeln även stavas Haji, Hadji eller Haddji.
Kvinnor som genomför hajj tituleras hajjah eller الحاجة, al-Ḥājjah.
Titeln sätts före personens namn så att till exempel Sven Svensson blir hajji Sven Svensson och är från början den arabiska participformen av verbet för att göra vallfärden hajj. Titeln har också blivit en del av det faktiska familjenamnet i vissa släkter, till exempel det bosniska Hadžiosmanović och på cypern Hajiioannou, även om de inte längre är eller har varit muslimska.
Ordet används också i de kristna områden på balkanhalvön som var under osmanskt styre på en kristen som rest till Jerusalem och det heliga landet.
Haji eller haj användes också som pejorativ slang av amerikanska militärer under invasionen av Irak och det följande kriget mot terrorism för irakiska soldater och gerillakrigare (samt civilare) i Mellanöstern.